# Max Koecher

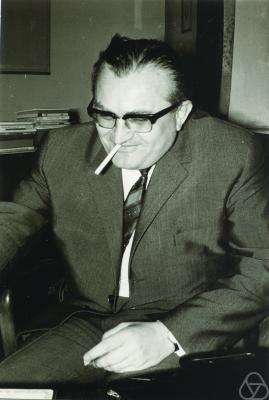
Max Koecher 1967

Max Koecher (* 20. Januar 1924 in Weimar; † 7. Februar 1990 in Lengerich) war ein deutscher Mathematiker.

## Leben
Koecher wuchs in Apolda als einziges Kind eines Kaufmanns auf. Er besuchte die Volksschule und das Gymnasium in Apolda und erwarb 1942 das Reifezeugnis, ehe er zum Militärdienst eingezogen wurde. Nachdem er 1944 in amerikanische Kriegsgefangenschaft geraten war, wurde er zwei Jahre später entlassen.
Er studierte im Anschluss Mathematik und Physik an der Georg-August-Universität in Göttingen. 1951 promovierte er dort mit der Arbeit Über Dirichlet-Reihen mit Funktionalgleichung bei Max Deuring, wobei die Dissertation aber von Hel Braun betreut wurde. Er habilitierte sich 1954 an der Westfälischen Wilhelms-Universität in Münster. Von 1962 bis 1970 war Koecher Inhaber eines Lehrstuhls an der Universität München, bis er 1970 als Nachfolger von Hans Petersson nach Münster zurückkehrte. Er wurde 1989 emeritiert.
Sein Hauptforschungsgebiet war die Theorie der Jordan-Algebren, über die er zahlreiche Arbeiten veröffentlichte. International bekannt wurde er durch die Entdeckung des so genannten Koecher-Effektes in der Theorie der Siegelschen Modulformen. 1970 war er Invited Speaker auf dem Internationalen Mathematikerkongress in Nizza (Jordan algebras and differential geometry).
Er befasste sich auch mit geometrischen Fragen zum Castel del Monte.

## Veröffentlichungen
- Lineare Algebra und analytische Geometrie, 4. Aufl., Max Koecher, Springer, Berlin (1997) ISBN 3-540-62903-3
- Ebene Geometrie, 3. Aufl., Max Koecher, Aloys Krieg, Springer, Berlin (2007) ISBN 978-3-540-49327-3
- Jordan-Algebren, Hel Braun, Max Koecher, Springer, Berlin (1966) ISBN 3-540-03522-2
- The Minnesota Notes on Jordan Algebras and Their Applications, Max Koecher, Herausgeber Aloys Krieg, Sebastian Walcher, Lecture Notes in Mathematics 1710, Springer, Berlin 1999, ISBN 3-540-66360-6
- Klassische elementare Analysis, Max Koecher, Birkhäuser, Basel (1987)
- Elliptische Funktionen und Modulformen, 2. Aufl., Max Koecher, Aloys Krieg, Springer, Berlin (2007) ISBN 978-3-540-49324-2
- Elliptic Functions and Modular Forms, Max Koecher, Aloys Krieg, Universitext, Springer, Berlin (2025), ISBN 978-3-662-71223-8
- Numbers, Heinz D. Ebbinghaus, Hans Hermes, Friedrich Hirzebruch, Max Koecher, Klaus Mainzer, Jürgen Neukirch, Alexander Prestel, Reinhold Remmert, John H. Ewing, Springer Berlin (1991) ISBN 3-540-97202-1
- Zahlen, 3. Aufl., Heinz D. Ebbinghaus, Hans Hermes, Friedrich Hirzebruch, Max Koecher, Klaus Mainzer, Jürgen Neukirch, Alexander Prestel, Reinhold Remmert, Springer Berlin (1992) ISBN 3-540-55654-0 (darin von Koecher Beiträge zur Theorie der Algebren mit Remmert)
- Eine Frau und die Mathematik 1933-1940. Der Beginn einer wissenschaftlichen Laufbahn. Hel Braun, Herausgeber Max Koecher, Springer, Berlin (1989) ISBN 3-540-52166-6